# Miller Dávid
Miller Dávid Zoltán (Budapest, 1996. május 5. –) magyar színész, énekes és médiaszemélyiség. Édesapja Miller Zoltán, édesanyja Ullmann Mónika színművészek, valamint Miller Lajos, a Nemzet Művésze címmel kitüntetett Kossuth-díjas operaénekes unokája.

## Életpályája
Édesapja Miller Zoltán, édesanyja Ullmann Mónika színművészek. Ötéves kora óta dobol és zongorázik. 18 éves koráig versenyszerűen úszott, vízilabdázott és több küzdősportban is jártas. Első gimnáziumi évében a Budapesti Madách Imre Gimnáziumban tanult, majd később a Csik Ferenc Gimnáziumban érettségizett. Színészetet a London School of Dramatic Art -on tanult, ahol 2016-ban végzett.
Első filmes szerepe a – Csupó Gábor által rendezett – Pappa Pia (2017) volt, melyben Szabó Kimmel Tamás öccsét játszhatta. Fél évvel később, a Magyarországon forgatott amerikai kémthrillerben, a Vörös verébben tűnt fel, mint a balerinából orosz kémmé átképzett főhősnő kadéttársa.
2018-tól több hazai produkcióban szerepelt, úgy mint A tanár, a 200 első randi, az Alvilág, a Jófiúk és a Mellékhatás, de a Magyarországon készült külföldi sorozatok közül is jó párban szerepelt. A Váltságdíjban nyílpuskával túszt ejtő magyar roma fiú volt, a Terrorban matrózt játszott, a Mars – Utunk a vörös bolygóra című sci-fiben asszisztensként szerepelt, de feltűnt a Berlini küldetésben és a Kémek küldetésében is. A 2019-es, Guy Ritchie rendezte Aladdin című film (szintén 2019-es) magyar szinkronváltozatában a címszereplőnek, Mena Massoudnak kölcsönözte énekhangját.
2020 márciusában az RTL Klub televíziós csatorna Reggeli című műsorának lett az egyik műsorvezetője, egészen 2023 decemberéig. Az év végén pedig, a csatorna által gyártott Álarcos Énekes című zenés show-műsor második évadában – banán jelmezbe bújva – egészen a fináléig eljutott, ahol a második széria győztese lett. 2021 októberében a műsorfolyam következő évadába már mint vendégnyomozóként tért vissza. Ugyanezen év decemberétől pedig az RTL Most Mit nézel? című online sorozatkibeszélőjének lett a műsorvezetője.
2021 őszén ő lett az X-Faktor 10. évadának műsorvezetője, huszonöt évesen ő lett a magyar X-Faktor történetének legfiatalabb műsorvezetője. 2022. március 15-én, a Red Bull Pilvaker 10. születésnapján a házigazda szerepét öltötte magára, majd a Viasat 3 Észbontók című kvízműsorának – Kiss Ádámmal debütáló – 10., jubileumi évadban játékosként tűnt fel, mint a sztárpárok egyike. Az RTL 2023 végén ismét műsorra tűzte párkereső reality-ét, a Mexikóban forgatott Éden Hotelt a csatorna streamingfelületén, melynek műsorvezetője lett.

## Műsorai
| Év        | Műsor          | Szerep         | Csatorna |
| --------- | -------------- | -------------- | -------- |
| 2020–2023 | Reggeli        | műsorvezető    |          |
| 2020      | Álarcos Énekes | versenyző      |          |
| 2021      | Álarcos Énekes | vendég nyomozó |          |
| 2021–     | X-Faktor       | műsorvezető    |          |
| 2024–2025 | Sztárbox       | versenyző      |          |
| 2025–     | Lego Masters   | műsorvezető    |          |

## Filmográfiája

### Film
| Év   | Cím           | Szerep  | Megjegyzés |
| ---- | ------------- | ------- | ---------- |
| 2004 | Világszám!    |         |            |
| 2017 | Pappa Pia     | Peti    |            |
| 2018 | Vörös veréb   | Viktor  |            |
| TBA  | Station Heads | Paprika | Rövidfilm  |

### Televízió

#### Sorozat
| Év        | Cím                 | Szerep                        | Megjegyzés                                    |
| --------- | ------------------- | ----------------------------- | --------------------------------------------- |
| 2017      | X Company           | Jorn                          | Vendég; Epizód: „The Hunt”                    |
| 2017      | Oltári csajok       | Mészáros Krisztián (fiatalon) | Vendég; 1 epizód                              |
| 2018      | The Alienist        | Jóképű fiatalember            | Vendég; Epizód: „These Bloody Thoughts”       |
| 2018      | Terror              | Új tengerész                  | Vendég; Epizód: „Horrible from Supper”        |
| 2018      | Ransom              | Timbo Baltazar                | Vendég; Epizód:2.évad 12.rész „Promised Land” |
| 2018      | Berlin Station      | Kaspar                        | Vendég; Epizód: „Fire Knows Nothing of Mercy” |
| 2018      | Mars                | Asszisztens                   | Vendég; 3 epizód                              |
| 2018      | Anxiety             | Justin                        | Minisorozat; Visszatérő; 5 epizód             |
| 2018–2019 | 200 első randi      | Harcsa Viktor                 | Visszatérő; 15 epizód                         |
| 2019      | A tanár             | Mezei János „Janó”            | Vendég; 3 epizód                              |
| 2019      | Alvilág             | Máté                          | Fő; 8 epizód                                  |
| 2019      | Ízig-vérig          | Giovanni                      | Vendég; 2 epizód                              |
| 2019      | Jófiuk              | Kamenyik Pál                  | Fő; 12 epizód                                 |
| 2020      | Mellékhatás         | Alex                          | Vendég; 2 epizód                              |
| 2021      | Baptiste            | Viktor Rádán                  | Vendég; 3 epizód                              |
| 2022      | Halo                | Murdo                         | Vendég; Epizód: „Season 1 Episode 8”          |
| 2022      | Hotel Margaret      | Molnár Tamás “Hackman”        | Főszereplő                                    |
| 2022      | A Séf meg a többiek | önmaga                        | Vendég; 2 epizód                              |
| TBA       | D*CKS               | Miles Travis                  | Minisorozat; Fő; Társproducer is; 5 epizód    |

#### Tévéműsorok
| Év        | Cím            | Szerepkör                | Csatorna | Megjegyzés                               |
| --------- | -------------- | ------------------------ | -------- | ---------------------------------------- |
| 2020–2023 | Reggeli        | műsorvezető              | RTL      |                                          |
| 2020      | Álarcos Énekes | versenyző (Banán)        | RTL      | 9 epizód; 2. évad                        |
| 2020–2021 | Mit nézel?     | műsorvezető              | RTL Most | 9 epizód                                 |
| 2021      | Nagy szám      | szereplő                 | RTL      | Vendég; Epizód: „1. évad 4. rész”        |
| 2021      | Álarcos Énekes | zsűritag (vendégnyomozó) | RTL      | Vendég; Epizód: „3. évad 7. rész”        |
| 2021-2024 | X-Faktor       | műsorvezető              | RTL      | 10. évad, 13 epizód, 11. évad, 13 epizód |
| 2023      | Éden Hotel     | műsorvezető              | RTL+     | 4. évad                                  |

### Szinkronszerepek
| Cím                                        | Eredeti cím                                   | Szerepkör                       | Színész                            | Megjegyzés          |
| ------------------------------------------ | --------------------------------------------- | ------------------------------- | ---------------------------------- | ------------------- |
| A betolakodó                               | À l'intérieur                                 | Abdel                           | Aymen Saïdi                        |                     |
| Aladdin                                    | Aladdin                                       | Aladdin, utcai tolvaj           | Mena Massoud                       | énekhang            |
| Almabor Rosie-val                          | Cider with Rosie                              |                                 |                                    | további magyar hang |
| Afganisztáni víg napjaim                   | Whiskey Tango Foxtrot                         | Dzsávíd                         | Fahim Anwar (második szinkronhang) |                     |
| Ben Hall legendája                         | The Legend of Ben Hall                        | Daniel Ryan                     | Callan McAuliffe                   |                     |
| Brahms – A fiú 2.                          | Brahms – The Boy II                           | Brahms                          |                                    | csak hang           |
| Bruno és Boots – Az uszoda akció           | Bruno & Boots – Go Jump in the Pool           | George                          | Sam Barringer                      |                     |
| Büszkeség és balítélet, meg a kutyák       | Unleashing Mr. Darcy                          | Henry Robson                    | Ryan Kennedy                       |                     |
| Csillagok háborúja IX. – Skywalker kora    | Star Wars: Episode IX – The Rise of Skywalker |                                 |                                    | további magyar hang |
| A csókfülke                                | The Kissing Booth                             | Lee Flynn                       | Joel Courtney                      |                     |
| A csókfülke 2.                             | The Kissing Booth 2                           | Lee Flynn                       | Joel Courtney                      |                     |
| Demóna – A sötétség úrnője                 | Maleficent – Mistress of Evil                 |                                 |                                    | további magyar hang |
| Démonok között 3. – Az ördög kényszerített | The Conjuring – The Devil Made Me Do It       | Arne Cheyenne Johnson           | Ruairi O′Connor                    |                     |
| Dermesztő hajsza                           | Cold Pursuit                                  | Kyle Coxman                     | Micheál Richardson                 |                     |
| Egy kutya négy útja                        | A Dog′s Journey                               | Trent                           | Henry Lau                          |                     |
| Eladó a menyasszony!                       | Гуляй, Вася!                                  | Mitya                           | Jefim Petrunyin                    |                     |
| Ellenségek                                 | Hostiles                                      | Philippe DeJardin közlegény     | Timothée Chalamet                  |                     |
| Előre                                      | Onward                                        |                                 |                                    | további magyar hang |
| Az elveszett lány                          | The Lost Daughter                             | Will                            | Paul Mescal                        |                     |
| A félelem utcája 1. rész – 1994            | Fear Street Part 1 – 1994                     | Simon                           | Fred Hechinger                     |                     |
| A félelem utcája 3. rész – 1666            | Fear Street Part 3 – 1666                     | Simon / Isaac                   | Fred Hechinger                     |                     |
| Forródrót                                  | Landline                                      |                                 |                                    | további magyar hang |
| Főműsoridőben                              | Prime Time                                    | Sebastian                       | Bartosz Bielenia                   |                     |
| Gemini – Kettős játszma                    | Gemini                                        | Devin                           | Reeve Carney                       |                     |
| Hacsak                                     | Unless                                        | Jim Halliday                    | Dylan Harman                       |                     |
| Halálos harcmező                           | Outside the Wire                              | Harp                            | Damson Idris                       |                     |
| Hazudj velem                               | Arrête avec tes mensonges                     | Thomas Andrieu                  | Julien De Saint Jean               |                     |
| Hihetetlen                                 | Unbelievable                                  | Connor                          | Shane Paul McGhie                  |                     |
| A hívatlan                                 | The Wretched                                  | Ben                             | John-Paul Howard                   |                     |
| Józan sofőrszolgálat                       | Трезвый водитель                              |                                 |                                    | további magyar hang |
| Jumanji – Vár a dzsungel                   | Jumanji – Welcome to the Jungle               | Jefferson ′Hidroplán′ McDonough | Nick Jonas                         |                     |
| Karácsony kis szépséghibával               | Holiday Joy                                   | Tom                             | Darren Eisnor                      |                     |
| Kisasszonyok                               | Little Women                                  | Laurie                          | Timothée Chalamet                  |                     |
| Kísértő múlt                               | Things Heard & Seen                           | Eddie Vayle                     | Alex Neustaedter                   |                     |
| A kívánságsárkány                          | Wish Dragon                                   | Tin                             | Jimmy Wong (csak hang)             |                     |
| A kokainkölyök                             | White Boy Rick                                | Richard Wershe, Jr.             | Richie Merritt                     |                     |
| Kszi, Simon                                | Love, Simon                                   |                                 |                                    | további magyar hang |
| Kung Fu Panda – A végzet mancsai           | Kung Fu Panda – The Paws of Destiny           | Bao                             | Gunnar Sizemore (csak hang)        |                     |
| Lájkolj, ossz meg, kövess!                 | Like.Share.Follow.                            |                                 |                                    | további magyar hang |
| Mami                                       | Ma                                            | Andy                            | Corey Fogelmanis                   |                     |
| Megbocsáthatatlan                          | The Unforgivable                              | Steve Whelan                    | Will Pullen                        |                     |
| Menedék                                    | Marrowbone                                    | Billy                           | Charlie Heaton                     |                     |
| Mint egy főnök                             | Like a Boss                                   | Ron                             | Jimmy O. Yang                      |                     |
| Mulan                                      | Mulan                                         | Ling                            | Jimmy Wong                         |                     |
| Nagypapa hadművelet                        | The War with Grandpa                          | Russell                         | Colin Ford                         |                     |
| Napkelte                                   | Daybreak                                      | Josh Wheeler                    | Colin Ford                         |                     |
| Nemterhes                                  | Unpregnant                                    |                                 |                                    | további magyar hang |
| Outer banks                                | Outer Banks                                   | JJ                              | Rudy Pankow                        |                     |
| A párizsi vonat                            | The 15:17 to Paris                            |                                 |                                    | további magyar hang |
| Pofoncsata                                 | Fist Fight                                    | Phil                            | Nolan Bateman                      |                     |
| Pofoncsata                                 | Fist Fight                                    | Vézna kölyök                    | Ron Caldwell                       |                     |
| Pompon klub                                | Poms                                          | Ben                             | Charlie Tahan                      |                     |
| Prédák                                     | Haunt                                         | vámpír                          | Justin Rose                        |                     |
| The Prom – A végzős bál                    | The Prom                                      | Kevin                           | Nathaniel J. Potvin                |                     |
| A régi város                               | Manchester by the Sea                         | Otto                            | Jackson Damon                      |                     |
| Ridley Jones                               | Ridley Jones                                  | Fred, a bölény                  | Iris Menas (csak hang)             |                     |
| Sierra Burgess egy lúzer                   | Sierra Burgess Is a Loser                     | Jamey                           | Noah Centineo                      |                     |
| Solo – Egy Star Wars történet              | Solo – A Star Wars Story                      |                                 |                                    | további magyar hang |
| A szerelem illata                          | Love Hard                                     | Josh Lin                        | Jimmy O. Yang                      |                     |
| Szexoktatás                                | Sex Education                                 | Anwar                           | Chaneil Kular                      |                     |
| Talkshow                                   | Late Night                                    | Hayes Campbell                  | Luke Slattery                      |                     |
| Supergirl                                  | Supergirl                                     | Adam (Tesztalany)               | Michael Johnston                   | Magyar hang         |
| Szótlan szív                               | Blackbird                                     | Jonathan                        | Anson Boon                         |                     |
| Tini – Violetta átváltozása                | Tini – El gran cambio de Violetta             | Stefano Mario                   | Pasquale Di Nuzzo                  |                     |
| Túl szexi lány                             | I Feel Pretty                                 |                                 |                                    | további magyar hang |
| A tulajok                                  | The Owners                                    | Nathan                          | Ian Kenny                          |                     |
| Undipofik                                  | UglyDolls                                     | Lou                             | Nick Jonas (csak hang)             |                     |
| A vakmerő                                  | Fearless                                      | Reid                            | Miles Robbins (csak hang)          |                     |

## Diszkográfia
| Év   | Dal                   | Megjegyzés | Album                   |
| ---- | --------------------- | --- | ----------------------- |
| 2020 | Fény                  | | Albumon nem kiadott dal |
| 2021 | Süt a nap             | A dal a Rádió 1 Top 50 című műsorában több alkalommal is elfoglalt dobogós helyezést.                                                                         | Albumon nem kiadott dal |
| 2021 | Szombat               | Az X-Faktor (tizedik évad) című műsor első élő adásában került bemutatásra, ez a dal volt az élő műsorba jutott versenyzők és Miller Dávid közös produkciója. | Albumon nem kiadott dal |
| 2021 | Csend                 | Az X-Faktor (tizedik évad) című műsor elődöntőjében került bemutatásra.                                                                                       | Albumon nem kiadott dal |
| 2021 | Ettől szép            | A dal Kapitány Máté és GERENDĀS együttműködésével készült. | Albumon nem kiadott dal |
| 2022 | Reggelre eltűnök      | A dal Hundred Sinssel és Solérével együttműködve készült. | OPERA                   |
| 2022 | TOM HANKS             | A dal Beton.Hofi és Realisztik együttműködésével készült. | PLAYBÁNIA               |
| 2022 | Álmatlan              | Az Átjáróház c. film főcímdala. | Albumon nem kiadott dal |
| 2023 | Gyöngyhajú Lány       | A dal Hundred Sins együttműködésével készült. | Albumon nem kiadott dal |
| 2023 | Hazug Hollywood Hills | A dal Hundred Sins együttműködésével készült. | OPERETT                 |
| 2023 | ANGYAL                | A dal Beatrick és Co Lee együttműködésével készült. | Albumon nem kiadott dal |
| 2023 | SZELLEM               | A dal Beatrick és Co Lee együttműködésével készült. | Albumon nem kiadott dal |
| 2023 | Szex és minibár       | | Albumon nem kiadott dal |
| 2023 | Crush 2               | A dal a Wellhelloval együttműködésben készült. | Albumon nem kiadott dal |
| 2024 | VÁROS                 | A dal Beatrick és Co Lee együttműködésével készült. | Albumon nem kiadott dal |
| 2024 | GUARDA COME DONDOLO   | A dal Beton.Hofival és Dan Pintoval együttműködésben készült.                                                                                                 | 0                       |